# 孝成王 (趙)
孝成王（こうせいおう） は、中国戦国時代の趙の第8代君主（在位：紀元前265年 - 紀元前245年）。王としては第3代。姓は嬴、氏は趙、諱は丹。恵文王の子。
長平の戦いにおける将軍人事で大敗の要因となり趙の国勢を傾けた暗君として伝わる。

## 生涯
孝成王の時代、趙は強勢となった秦にたびたび脅かされていた。
孝成王4年（紀元前262年）、秦の侵攻により韓本土と分断された上党の守・馮亭は、自領ごと趙へ降り戦に巻き込むことを画策。孝成王は平陽君の反対を退けて平原君の意見を容れ上党を接収。秦側と長平の戦いが勃発する。趙軍を率いる老将廉頗は秦側の遠征軍の不利を衝き、疲弊を待つ持久戦に徹した。
孝成王6年（紀元前260年）、孝成王は秦側の流言に乗せられ廉頗に替えて趙括を将軍に任じて攻勢に転じようとする。この人事には先王の代に対秦外交で活躍した藺相如も、死の床にあった身を押して参内し強く反対。趙括の父、趙奢の遺言を受けた母親までもが翻意を訴えたが、孝成王は将軍交代を強行。その結果、秦の将軍白起に戦術を見切られた趙括軍は大敗。趙括とともに討ち死に、あるいは補給を絶たれた餓死や仲間同士で食らい合い、投降者も生き埋めにされ、少年兵240人を除いて、40万を超える趙軍は壊滅という事態を招いた。
孝成王21年（紀元前245年）、薨逝した。死後、趙の将軍廉頗と楽乗は他国へ出奔し、孝成王の後を継いだ子の悼襄王は李牧と龐煖を新たに起用した。